# Dengbêj
Dengbêj, kurdisch, auch dengbej, dengbij, bezeichnet in den kurdisch besiedelten Regionen im Osten der Türkei einen professionellen Volksliedsänger, der nach einer alten epischen Tradition weltliche Lieder ohne instrumentelle Begleitung vorträgt. Er kann vom çirokbêj, dem Geschichtenerzähler und vom beytbêj, dem Poeten unterschieden werden. Der strophische Gesang des dengbêj verkörpert eine eigenständige musikalische Gattung innerhalb einer bis in vorislamische Zeit zurückreichenden, aus Zentralasien stammenden Erzähltradition, die in der Türkei und in Aserbaidschan vom aşık überliefert wird. In der nordwestiranischen Provinz Kordestān heißen die professionellen kurdischen Barden lavjebêj. Einige dengbêjî stammen aus Armenien. Die Epensänger lassen sich manchmal von einer Variante der Kurzoboe mey (kurdisch dûdûk, auch qernête) oder anderen Volksmusikinstrumenten begleiten.

## Mythen und Geschichten

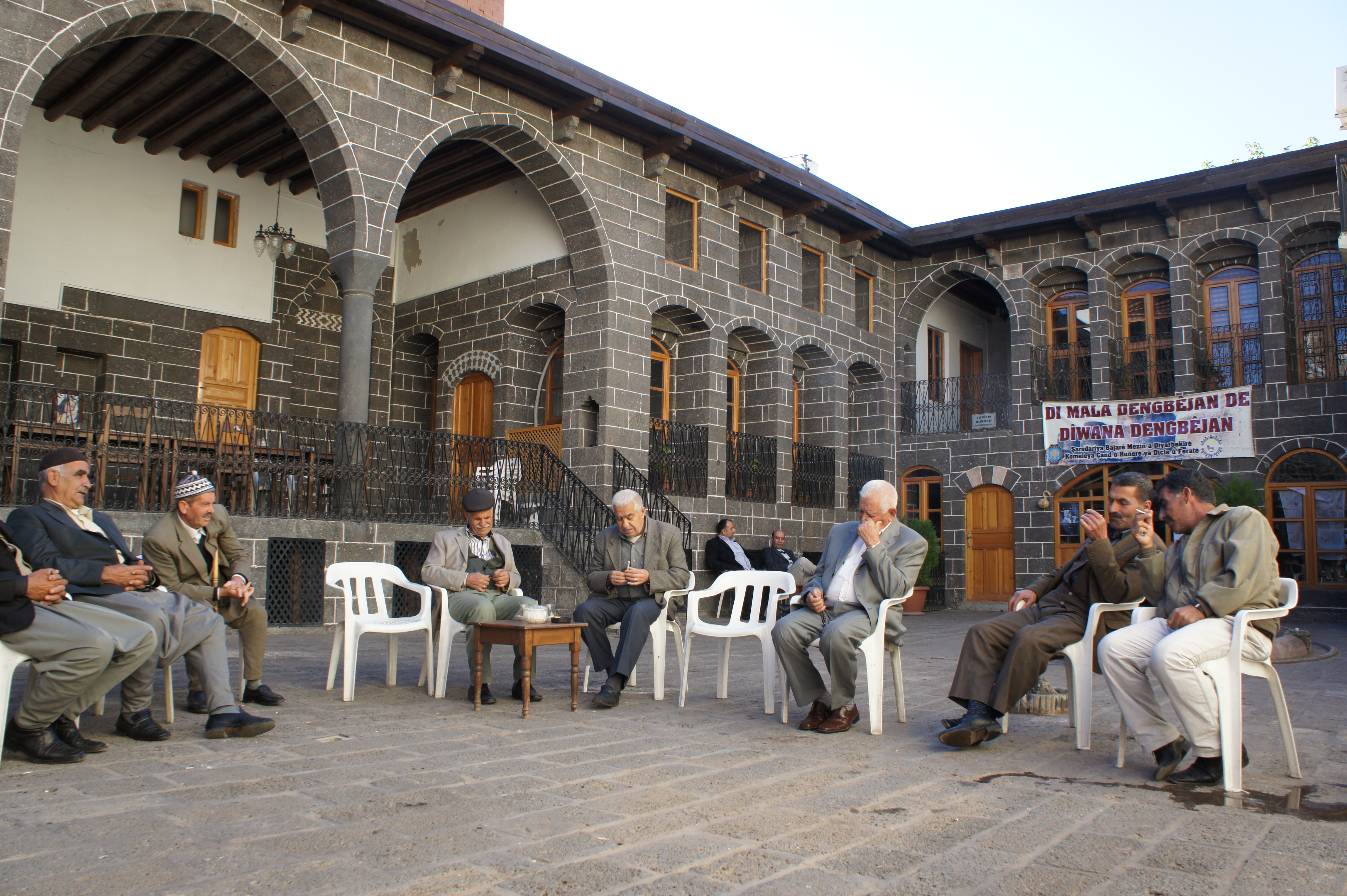
Mehrere Dengbêj sitzen in einem Kulturhaus in Diyarbakır (Südosttürkei) zusammen.

Die Vorfahren der Kurden kamen wohl mit anderen Völkern der indoiranischen Sprachfamilie in vorchristlicher Zeit aus Zentralasien in den Westen des Iranischen Hochlandes. Sprecher des Altkurdischen siedelten einer These zufolge im Gebiet des Zagros-Gebirges, bevor sie nach Anatolien kamen. Die häufig behauptete Abstammung der Kurden wahlweise von den Sumerern, Medern, Skythen, Urartäern oder anderen Völkern, die altorientalische Reiche gegründet hatten, lässt sich nicht belegen. Während es über die frühe Geschichte der Kurden nur vage Vermutungen gibt, liefern detailgenaue Geschichtsmythen eine über die Jahrhunderte weitergetragene kulturelle Tradition. Der persische Dichter Firdausi (940–1020) gibt in seinem Versepos Schāhnāme eine von vielen Varianten der Erzählung des bösartigen Drachenkönigs Zahhāk wieder, aus dessen Schultern zwei Schlangenköpfe herauswuchsen. Die Schlangen mussten täglich mit den Gehirnen zweier Kinder gefüttert werden. Anstelle eines der Kinder begann die Bevölkerung, ein Kalb- oder Lamm zu schlachten und dessen Hirn zu opfern. Jeden Tage wurde durch diese Täuschung ein Kind gerettet und heimlich in Sicherheit in die Berge gebracht. So schildert es auch der kurdische Historiker Şerefhan in seinem 1597 erschienenen Werk Scherefname (Šaraf-nāma), das die früheste umfangreiche Quelle zur kurdischen Geschichte darstellt. Aus diesen Jungen und Mädchen ging das fortan als Nomaden umherziehende und in Zelten lebende Volk der Kurden hervor. Bei Firdausi führte der Schmied Kaveh (auch Kawa) mit seiner als Fahne hochgehaltenen Schürze einen Aufstand gegen den Tyrannen an, um das Volk von diesem grausamen Ritual zu erlösen. Nach der neuzeitlichen kurdischen Version war der Schmied Kawa ein Kurde, dem das letzte seiner drei Kinder geopfert werden sollte, er erschlug Zahhak eigenhändig mit seinem Hammer.
Diese iranische Geschichte vom Aufstand gegen den Tyrannen gehört zu den klassischen Heldenepen, in denen der Kampf zwischen Gut und Böse eine zentrale Rolle spielt und die bisweilen historische Fakten mit Mythen vermischen. Der Mord am Drachenkönig wird auf den 21. März 612 v. Chr. gelegt, als die Meder die assyrische Hauptstadt Ninive eroberten. Der Zeitpunkt ist dazu angetan, Kurden zu Nachfahren der Meder zu erklären. Mit dem 21. März beginnt jedes Jahr der Iranische Sonnenkalender, somit wird das Brauchtum im Mythos verankert. An diesem Tag wird das iranisch-kurdische Frühjahrsfest Nouruz veranstaltet, das ein Symbol für die kulturelle Eigenständigkeit der Kurden darstellt und dessen öffentliche Feiern in der Republik Türkei 1923 verboten und erst 1995 wieder zugelassen wurden.
Schmiede verfügen allgemein über besondere, magische Fähigkeiten; in mehreren zentralasiatischen Epen ist der mythische Held ein Epensänger und zugleich Schmied. Der mythische Schmied Kaveh wurde im Kampf für ein autonomes Kurdistan zu einer kurdischen Traditionsfigur erhoben und zu einem nationalen Freiheitssymbol aktualisiert. Der Nouruz- und Meder-Mythos spielt auch im Geschichtsbild der PKK eine zentrale Rolle. In der beispielhaften Geschichte ist ferner die erlebte Erfahrung einer bedrohten Gruppe enthalten, die sich bei Gefahr in die Berge zurückzieht und sich dort als ein Stamm der eigenen Herkunft versichert. Auf solchen Legenden bauen sich Genealogien auf.
Ein anderer kurdischer Ursprungsmythos bringt König Salomo mit Geistern (Dschinn) und schönen Jungfrauen in Verbindung. Nach einer weiteren Legende hätten sich altarabische Stämme zerstritten, die einen seien in die Berge gezogen und dort allmählich zu Kurden geworden. Kurden könnten auch von einem Dämonen abstammen, falls die Geschichte von König Salomo weitergesponnen wird, der einst junge Sklavinnen aus dem Palast warf, die vom Dämon Djasad aufgenommen wurden und mit ihm die Kurden zeugten.
Die Epen und Balladen der kurdischen Volksdichtung stehen in einer Tradition, die von Sibirien, Zentralasien und Iran bis nach Anatolien reicht. Heldenepen, die sich auf geschichtliche Ereignisse beziehen, und romantische Märchen lassen sich häufig nicht genau voneinander abgrenzen; beide beinhalten in der gesamten Region ähnliche Erzählstrukturen, umgemünzt und angepasst an die jeweilige kulturelle Identität. Die Vereinnahmung einer überregionalen Tradition für die eigene Folklore kann in bestimmten Fällen auch für politische Propagandazwecke missbraucht werden. Rückbesinnung auf die kulturelle Tradition und ihre Verleugnung auf der anderen Seite sind gegnerische Strategien im selben politischen Kampf.
Mündlich überliefert und vorgetragen wurden und werden die Epen in Versform von professionellen Balladensängern oder Erzählern. Überwiegend begleiten sie sich auf einem Saiteninstrument: die türkischen aşıklar auf der Langhalslaute saz, während in Zentralasien die gezupfte Laute komuz oder die Streichlaute kobys diese Funktion übernehmen. Einzig in Kirgisistan gibt es mit dem manaschi einen Volkssänger, der seine Verse wie der kurdische dengbêj ohne instrumentale Begleitung vorträgt. Ende des 19. und Anfang 20. Jahrhundert zeichneten die Orientalisten Oskar Mann und Albert Socin kurdische Epen auf.

## Sänger und Erzähler

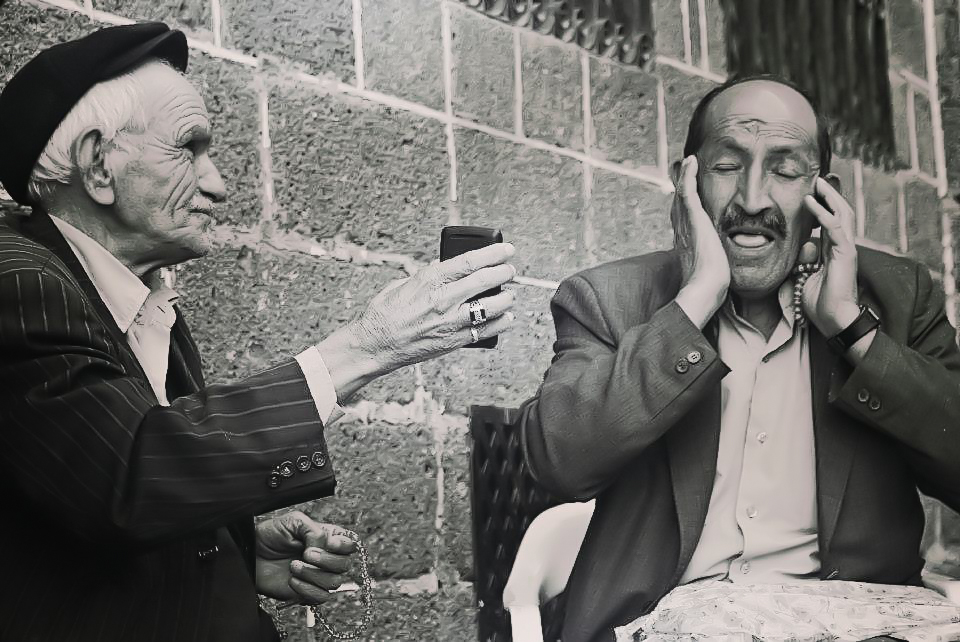
Dengbêj in Diyarbakır

Die kurdischen Namen für die Musiker und Geschichtenerzähler lassen sich infolge regionaler kultureller und sprachlicher Besonderheiten nicht für die gesamte Region einheitlich zuordnen. Der Volksliedsänger dengbêj kann im Rahmen der Tradition eigene Texte verfassen und tritt ohne instrumentale Begleitung solo oder im Wechselgesang, in neuerer musikalischer Form auch unterstützt von Volksmusikinstrumenten auf. Die Sänger sollten ein gewisses Alter erreicht haben, damit ihre Fähigkeiten anerkannt werden, die Erzähltradition beherrschen, eigene Texte verfassen können und über eine gute Gesangsstimme verfügen. Letzteres bedeutet, die Stimme sollte fein und hoch, aber dennoch ausreichend kräftig sein. Die Berufsbezeichnung wird dann gesellschaftlich als Anrede akzeptiert und meist zu einem Bestandteil des Personennamens. Die Musiker arbeiten professionell, es ist ihnen verboten, auf Veranstaltungen Tanzlieder (lawke govende) ohne Entlohnung zu singen. Wie bei den türkischen aşıklar gibt es auch einige wenige weibliche dengbêjî, die häufig Töchter eines bekannten Sängers sind.
Die Ausbildung zum Sänger findet informell statt, viele bekamen zunächst Unterricht von ihrem Vater und wurden später von einem bekannten Sänger (Lehrmeister hoste, türkisch usta) als Schüler (şagirt) aufgenommen. Dies entspricht dem bis nach Indien bekannten traditionellen Lehrer-Schüler-Verhältnis (persisch ustād-schāgird). Wenn es um die spätere Anerkennung als dengbêj geht, wirkt sich der Unterricht bei einem berühmten Sänger positiv für die Biografie aus.
In der Provinz Hakkâri im äußersten Südosten der Türkei und der westlich angrenzenden Provinz Şırnak führen Sänger den aus dem Arabischen stammenden Namen şair (von şaʿir, „Poet“). Der şair ist ein hochgeschätzter Mann aus der Region, der aber im Unterschied zum dengbêj ohne Bezahlung auftritt. Zur Gruppe dieser Poeten gehören auch Wanderderwische, die ihre Erzählungen mit der Rahmentrommel def begleiten. Die Derwische verfügen über ein eigenes Repertoire aus Heldengeschichten und Märchen, das sie in Reimversen vortragen, teilweise in der persisch-klassischen Form einer qaṣīda (kurdisch qesîde). Sie haben die Tendenz, sich als dengbêj zu bezeichnen, weil sie sich damit innerhalb der kurdischen Tradition etablieren können, um ein noch höheres Ansehen zu genießen.
Der dengbêj kann vom çirokbêj unterschieden werden, der entweder als Geschichtenerzähler im allgemeinen Sinn oder je nach Region besonders als Märchenerzähler verstanden wird. In Letzterer Funktion unterscheidet sich der çirokbêj vom serhatibêj, der serhati, also geschichtliche Erzählungen wiedergibt, die eher als wahr angesehen werden. In bestimmten Regionen gibt es unter den kurdischen Nomaden einen Geschichtenerzähler, der sich vom serhatibêj abhebt und eine bessere soziale Stellung bekleidet. Dieser qewlbêj trägt qewl vor, Texte, die eine besondere Bedeutung besitzen.
Stranbêj oder stranvan heißen allgemein Liedersänger, genauer sind es halbprofessionelle Sänger, die in der Tradition der „alten Lieder“ stehen und ihre komponierte und getextete Lyrik (stran) instrumental begleiten. Stran kann auf Kurmandschi auch jede Art von Liedern bezeichnet, die Entsprechung auf Sorani, dem zentralkurdischen Dialekt wäre dann goranî. Die jesidischen Sänger im Nordirak nennen sich ebenfalls stranbej. Östlich des Flusses Großer Zab in der Türkei und im Nordwesten des Iran heißen die Poeten lavjebêj. Eine weitere Bezeichnung in der iranischen Provinz Kordestān ist beytbêj.
Die Sänger waren Teil einer hierarchischen kurdischen Gesellschaft, die bei der üblichen Lebensweise der halbnomadischen Viehhirten und landlosen Feldarbeiter auf den Führer (agha, aga, kurmandschi aẍa) eines Stammes oder den Herrscher (mîr) eines mehr oder weniger unabhängigen Fürstentums ausgerichtet war. Die Stammesangehörigen verhielten sich gegenüber den mächtigen aghas im Wesentlichen loyal. Als Großgrundbesitzer besaßen diese sowohl politisch als auch ökonomisch eine führende Position und unter ihrer Patronage konnte sich die Gruppe der professionellen Musiker entwickeln. Einige dengbêj trieb die Armut zu den aghas, wo sie gegen Essen und ein Dach über dem Kopf Preislieder zu Ehren ihres Unterstützers sangen.
Die literarische Tradition der Kurden wurde über die Jahrhunderte fast ausschließlich mündlich überliefert. Das in der Türkei gesprochene Kurmandschi ist bis heute eine überwiegend mündliche Sprache. Noch in den 1950er Jahren dürften die meisten Kurden Analphabeten gewesen sein, was eine Erklärung für das hohe gesellschaftliche Ansehen der Geschichtenerzähler darstellt, die ein bedeutendes kulturelles Erbe bewahren helfen. In den 1960er Jahren wurde bereits das allmähliche Verschwinden der dengbêjî beklagt. Seit den 1930er Jahren litten dengbêjî in Städten mehr, in abgelegenen Dörfern etwas weniger unter den Repressionen der türkischen Behörden, die den öffentlichen Gebrauch der kurdischen Sprache ahndeten. Die Gesangstradition konnte praktisch nur noch auf dem Land erhalten werden. Dennoch gelang es dengbêjî bis 1980, sich in den Teestuben von Diyarbakır zu treffen. Der öffentliche Rundfunk sorgte zwar für eine weite Verbreitung der bislang nur regional bekannten türkischen Volksmusikstile, kurdische Musiksendungen waren jedoch verboten. Nur der in der Kurdenregion empfangbare Radiosender aus Bagdad und seit den 1950er Jahren Radio Eriwan in der armenischen UdSSR strahlten regelmäßig von dengbêjî gesungene Lieder aus. Die Sendungen von Radio Eriwan präsentierten die auf traditionellen Instrumenten gespielte kurdische Musik auf Kurmandschi, während die von Radio Bagdad und einigen iranischen Rundfunksendern vorgestellten Lieder von arabischer beziehungsweise persischer Musik beeinflusst waren, teilweise in diesen Sprachen gesungen wurden und auch westliche Musikinstrumente zum Einsatz kamen. Radio Eriwan unterschied sich ferner von den anderen Sendern, weil er der einzige war, der kurdische Sängerinnen vorstellte.
1991 wurde auf Initiative von Staatspräsident Turgut Özal in einem ersten Schritt zur Liberalisierung und Anerkennung der kurdischen Minderheit das öffentliche Sprach- und Schriftverbot des Kurdischen aufgehoben. In den 1990er Jahren waren in Istanbul Musikkassetten mit historischen Aufnahmen von kurdischen Epensängern zu kaufen.
Der türkische Schriftsteller Yaşar Kemal leistete einen wichtigen Beitrag für die Bewahrung der dengbêj-Tradition. In seinem Roman Yer Demir Gök Bakır („Eisenerde, Kupferhimmel“) von 1963 entspricht der dengbêj Evdale Zeynikê einem der Protagonisten. Auch in späteren Werken des Schriftstellers tauchen dengbêjî auf. Seit 2003 gibt es in Diyarbakır und anderen mehrheitlich kurdischen Städten im Osten der Türkei Musikfestivals, auf denen dengbêjî auftreten. Mit finanzieller Unterstützung durch die Europäische Union eröffnete die Stadtverwaltung von Diyarbakır im Mai 2007 das kurdische Kulturzentrum Mala dengbêjan („Haus der dengbêjî“).
Alle oben genannten Sänger/Erzähler sind Teil der „eigenen“ kurdischen Kultur. Im Unterschied zu ihnen gibt es in den türkischen Provinzen Hakkâri und Siirt sowie in einzelnen Regionen im Nordwesten des Iran professionelle oder semiprofessionelle Musiker, die mitrip (auch mitrib) genannt und als eine nicht zum eigenen Stamm gehörende Minderheit betrachtet werden. Charakteristisch für die kurdische und andere Gesellschaften der Region ist die Unterscheidung zwischen Stammesangehörigen und außerhalb des Stammes stehenden Bevölkerungsgruppen. Mitrip (von arabisch muṭrib, „einer, der ṭarabʾ, also Musik hervorbringt“) sind musikalische Unterhalter, die umherziehen und für Familienfeiern engagiert werden. Sie gelten als mehr oder weniger ethnisch fremd, ihre gesellschaftliche Stellung wird mit der von Zigeunern (karaci, auch qereçi) verglichen. Weitere regionale Begriffe für fremde Sänger, die sich auf einem Instrument begleiten, sind gewende und begzade (von bey, bedeutet ursprünglich „Adliger“, auch der Name eines kurdischen Stammes).

## Lieder und Verse
Die Lieder der dengbêjî lassen sich in Kriegsgesänge, Liebesgeschichten und Märchen einteilen. In jedem Fall wird eine Geschichte mit mythologischem oder historischem Hintergrund erzählt. Die Lieder sind symbolisch aufgeladen, indem sie auf die alte kurdische Tradition anspielen und eine Vergangenheit konstruieren, aus der ein Nationalbewusstsein hervorgeht und gefestigt wird. Die Liedgattungen sind im Einzelnen:
- Şer, ein heroisches Kriegslied, das dem Kampf von großen Männern gewidmet ist. In assoziativen Bildern werden die heldenhaften Leistungen der als historisch gedachten Figuren heraufbeschworen. Der Vortrag kann eine Stunde oder mehr dauern. Die Lieder schöpfen aus dem allgemein bekannten Mythenfundus, gelegentlich werden in diese Form gekleidete aktuelle Ereignisse verbreitet. In das kaum variierte melodische und rhythmische Muster sind eine unterschiedliche Zahl von langen Strophen eingebunden. Jede beginnt mit einer melismatischen Tonfolge am oberen Ende des Tonumfangs, der häufig bis zu eineinhalb Oktaven beträgt, und endet mit einem langgezogenen tiefen Ton. Andere Melodien umfassen lediglich eine Quarte oder Quinte.
- Evînî ist eine tragische Liebesgeschichte, die üblicherweise in Gewalt und Tod endet. Das Wort ist von kurdisch evîn, „Liebe“ abgeleitet. Auch hier folgt in jeder Strophe auf die anfänglichen Melismen ein schneller nichtmetrischer Textvortrag, der mit einem langen tiefen Ton abschließt.
- Çirok û stran bedeutet „Geschichte mit Lied“. Der Gang der Erzählungen und Märchen wird in Prosaform gesprochen, darin eingebunden sind gesungene Lieder in metrischen Rhythmen und in gereimten Versen für die Hauptfiguren.[7]

Nach einer alternativen Unterteilung gibt es stranê tarîqîyê („geschichtliche Lieder“), stranên bengîtîyê („Liebeslieder“) und stranên şînê („Trauerlieder“). Zu den bekannten Erzählungen, die als traditionell kurdisch gelten, gehören Siyabend û Xecê, ferner Memê Alan (auch Mem û Zin genannt), und Kela Dimdim. Die klassische arabische Liebesgeschichte Madschnūn Lailā heißt in der kurdischen Version Leyla û Mecnûn. In der türkischen Tradition steht die Geschichte des Helden Goroglî (türkisch Köroğlu destanı). Die Dichtung Ûsiv û Zelîxe ist ebenfalls bei Arabern und Türken verbreitet und besitzt einen altiranischen Ursprung.
Der dengbêj trägt traditionell seine Lieder solistisch vor, wobei er von Zurufen unterbrochen werden kann. Häufig hält er sich konzentrationsfördernd eine Hand ans Ohr. Diese Geste ist – weniger charakteristisch – bis nach Zentralasien zu beobachten und ist auch von ägyptischen Volks- und Straßensängern bekannt. Bereits auf einem Rollsiegel-Abdruck von Tschogha Misch um 3400 v. Chr. im Iran und auf altägyptischen Wandmalereien kennzeichnete eine seitlich an den Kopf gehaltene Hand den Sänger. Im umayyadischen Palast Qusair ʿAmra (Jordanien) vom Anfang des 8. Jahrhunderts ist ebenfalls eine solche Darstellung erhalten.
Manche kurdischen Sänger gliedern ihre epischen Verse durch ein antiphonales Zwischenspiel der Kurzoboe mey (kurdisch dûdûk) oder der endgeblasenen kurdischen Hirtenflöte bilûr im selben geringen Tonumfang.
Ab den 1980er Jahren begann die Verschmelzung der traditionellen epischen Lieder mit einem städtischen Volksmusikstil. Dengbejî lassen sich seither außer von den genannten kurdischen Blasinstrumenten auch von der großen Rahmentrommel mit Schellenring erbane, der Langhalslaute tembûr (Variante der tanbur) und von nichtkurdischen Instrumenten wie der türkischen Langhalslaute saz, der Trichteroboe zurna, der Trapezzither qanun, der arabischen Laute ʿūd und Trommeln (kurdisch dehol, türkisch davul, arabisch ṭabl) begleiten. Langsam vorgetragene Melodien klingen oft gedehnt und schwermütig, Lieder mit mehr Dynamik nähern sich dem persischen klassischen Gesangsstil an. Zu den Sängern, die aufgrund ihrer Gesangsausbildung und dem Traditionsbezug ihrer politischen Texte als dengbêj bezeichnet werden, gehören Şivan Perwer (* 1955), Nizamettin Ariç (* 1956) und Xelîl Xemgîn.
Bekannte solistisch auftretende dengbêjî sind Evdale Zeynikê (1800?–1913), Kawîs Axa (1889–1938), Karapetê Xaço (Armenier, * 1902–1908; † 2005), Dengbêj Reso (1902–1983), Şakiro (Şakir Deniz; † 1996) und Dengbêj Zahiro (* 1950). Zu den wenigen Sängerinnen gehören Meryem Xan (1909–1949) Dengbêj Feleknas und Eyşe Şan (1938–1996).